# Edward Bowell
Edward L. G. Bowell ou Ted Bowell (Londres, 1943) é um astrônomo estadunidense e o principal pesquisador do Lowell Observatory Near-Earth-Object Search (LONEOS).
Bowell descobriu um grande número de asteroides com o LONEOS e vários outros antes mesmo do LONEOS começar a operar.
Entre os últimos asteroides descobertos estão os asteroides troianos 2357 Phereclos, 2759 Idomeneus, 2797 Teucer, 2920 Automedon, 3564 Talthybius, 4057 Demophon, e (4489) 1988 AK.

Bowell também participou da descoberta do cometa periódico 140P/Bowell-Skiff, e do cometa não-periódico C/1980 E1.
O asteroide 2246 Bowell foi assim nomeado em sua homenagem, nome proposto por Brian Marsden.

## Asteroides descobertos
| 2246 Bowell           | 14 de dezembro de 1979  |                   |
| 2264 Sabrina          | 16 de dezembro de 1979  |                   |
| 2270 Yazhi            | 14 de março de 1980     |                   |
| 2316 Jo-Ann           | 2 de setembro de 1980   |                   |
| 2356 Hirons           | 17 de outubro de 1979   |                   |
| 2357 Phereclos        | 1 de janeiro de 1981    |                   |
| 2383 Bradley          | 5 de abril de 1981      |                   |
| 2409 Chapman          | 17 de outubro de 1979   |                   |
| 2410 Morrison         | 3 de janeiro de 1981    |                   |
| 2411 Zellner          | 3 de maio de 1981       |                   |
| 2421 Nininger         | 17 de outubro de 1979   |                   |
| 2432 Soomana          | 30 de março de 1981     |                   |
| 2433 Sootiyo          | 5 de abril de 1981      |                   |
| 2451 Dollfus          | 2 de setembro de 1980   |                   |
| 2452 Lyot             | 30 de março de 1981     |                   |
| 2494 Inge             | 4 de junho de 1981      |                   |
| 2531 Cambridge        | 11 de junho de 1980     |                   |
| 2542 Calpurnia        | 11 de fevereiro de 1980 |                   |
| 2554 Skiff            | 17 de julho de 1980     |                   |
| 2555 Thomas           | 17 de julho de 1980     |                   |
| 2569 Madeline         | 18 de junho de 1980     |                   |
| 2570 Porphyro         | 6 de agosto de 1980     |                   |
| 2587 Gardner          | 17 de julho de 1980     |                   |
| 2597 Arthur           | 8 de agosto de 1980     |                   |
| 2598 Merlin           | 7 de setembro de 1980   |                   |
| 2600 Lumme            | 9 de novembro de 1980   |                   |
| 2602 Moore            | 24 de janeiro de 1982   |                   |
| 2603 Taylor           | 30 de janeiro de 1982   |                   |
| 2633 Bishop           | 24 de novembro de 1981  |                   |
| 2634 James Bradley    | 21 de fevereiro de 1982 |                   |
| 2635 Huggins          | 21 de fevereiro de 1982 |                   |
| 2636 Lassell          | 20 de fevereiro de 1982 |                   |
| 2648 Owa              | 8 de novembro de 1980   |                   |
| 2649 Oongaq           | 29 de novembro de 1980  |                   |
| 2659 Millis           | 5 de maio de 1981       |                   |
| 2660 Wasserman        | 21 de março de 1982     |                   |
| 2685 Masursky         | 3 de maio de 1981       |                   |
| 2688 Halley           | 25 de abril de 1982     |                   |
| 2695 Christabel       | 17 de outubro de 1979   |                   |
| 2708 Burns            | 24 de novembro de 1981  |                   |
| 2709 Sagan            | 21 de março de 1982     |                   |
| 2710 Veverka          | 23 de março de 1982     |                   |
| 2730 Barks            | 30 de agosto de 1981    |                   |
| 2736 Ops              | 23 de julho de 1979     |                   |
| 2759 Idomeneus        | 14 de abril de 1980     |                   |
| 2761 Eddington        | 1 de janeiro de 1981    |                   |
| 2762 Fowler           | 14 de janeiro de 1981   |                   |
| 2763 Jeans            | 24 de julho de 1982     |                   |
| 2772 Dugan            | 14 de dezembro de 1979  |                   |
| 2796 Kron             | 13 de março de 1980     |                   |
| 2797 Teucer           | 4 de junho de 1981      |                   |
| 2812 Scaltriti        | 30 de março de 1981     |                   |
| 2813 Zappala          | 24 de novembro de 1981  |                   |
| 2815 Soma             | 15 de setembro de 1982  |                   |
| 2816 Pien             | 22 de setembro de 1982  |                   |
| 2817 Perec            | 17 de outubro de 1982   |                   |
| 2822 Sacajawea        | 14 de março de 1980     |                   |
| 2830 Greenwich        | 14 de abril de 1980     |                   |
| 2844 Hess             | 3 de maio de 1981       |                   |
| 2845 Franklinken      | 26 de julho de 1981     |                   |
| 2863 Ben Mayer        | 30 de agosto de 1981    |                   |
| 2870 Haupt            | 4 de junho de 1981      |                   |
| 2871 Schober          | 30 de agosto de 1981    |                   |
| 2873 Binzel           | 28 de março de 1982     |                   |
| 2874 Jim Young        | 13 de outubro de 1982   |                   |
| 2875 Lagerkvist       | 11 de fevereiro de 1983 |                   |
| 2878 Panacea          | 7 de setembro de 1980   |                   |
| 2882 Tedesco          | 26 de julho de 1981     |                   |
| 2888 Hodgson          | 13 de outubro de 1982   |                   |
| 2904 Millman          | 20 de dezembro de 1981  |                   |
| 2905 Plaskett         | 24 de janeiro de 1982   |                   |
| 2917 Sawyer Hogg      | 2 de setembro de 1980   |                   |
| 2920 Automedon        | 3 de maio de 1981       |                   |
| 2929 Harris           | 24 de janeiro de 1982   |                   |
| 2937 Gibbs            | 14 de junho de 1980     |                   |
| 2938 Hopi             | 14 de junho de 1980     |                   |
| 2939 Coconino         | 21 de fevereiro de 1982 |                   |
| 2954 Delsemme         | 30 de janeiro de 1982   |                   |
| 2955 Newburn          | 30 de janeiro de 1982   |                   |
| 2956 Yeomans          | 28 de abril de 1982     |                   |
| 2959 Scholl           | 4 de setembro de 1983   |                   |
| 2984 Chaucer          | 30 de dezembro de 1981  |                   |
| 2985 Shakespeare      | 12 de outubro de 1983   |                   |
| 3001 Michelangelo     | 24 de janeiro de 1982   |                   |
| 3007 Reaves           | 17 de outubro de 1979   |                   |
| 3015 Candy            | 9 de novembro de 1980   |                   |
| 3018 Godiva           | 21 de maio de 1982      |                   |
| 3023 Heard            | 5 de maio de 1981       |                   |
| 3031 Houston          | 8 de fevereiro de 1984  |                   |
| 3032 Evans            | 8 de fevereiro de 1984  |                   |
| 3041 Webb             | 15 de abril de 1980     |                   |
| 3057 Malaren          | 9 de março de 1981      |                   |
| 3061 Cook             | 21 de outubro de 1982   |                   |
| 3062 Wren             | 14 de dezembro de 1982  |                   |
| 3064 Zimmer           | 28 de janeiro de 1984   |                   |
| 3065 Sarahill         | 8 de fevereiro de 1984  |                   |
| 3066 McFadden         | 1 de março de 1984      |                   |
| 3077 Henderson        | 22 de setembro de 1982  |                   |
| 3078 Horrocks         | 31 de março de 1984     |                   |
| 3086 Kalbaugh         | 4 de dezembro de 1980   |                   |
| 3104 Durer            | 24 de janeiro de 1982   |                   |
| 3106 Morabito         | 9 de março de 1981      |                   |
| 3115 Baily            | 3 de agosto de 1981     |                   |
| 3116 Goodricke        | 11 de fevereiro de 1983 |                   |
| 3123 Dunham           | 30 de agosto de 1981    |                   |
| 3125 Hay              | 24 de janeiro de 1982   |                   |
| 3131 Mason-Dixon      | 24 de janeiro de 1982   |                   |
| 3160 Angerhofer       | 14 de junho de 1980     |                   |
| 3162 Nostalgia        | 16 de dezembro de 1980  |                   |
| 3169 Ostro            | 4 de junho de 1981      |                   |
| 3172 Hirst            | 24 de novembro de 1981  |                   |
| 3173 McNaught         | 24 de novembro de 1981  |                   |
| 3174 Alcock           | 26 de outubro de 1984   |                   |
| 3192 A'Hearn          | 30 de janeiro de 1982   |                   |
| 3193 Elliot           | 20 de fevereiro de 1982 |                   |
| 3197 Weissman         | 1 de janeiro de 1981    |                   |
| 3208 Lunn             | 3 de maio de 1981       |                   |
| 3209 Buchwald         | 24 de janeiro de 1982   |                   |
| 3210 Lupishko         | 29 de novembro de 1983  |                   |
| 3216 Harrington       | 4 de setembro de 1980   |                   |
| 3217 Seidelmann       | 2 de setembro de 1980   |                   |
| 3222 Liller           | 10 de julho de 1983     |                   |
| 3236 Strand           | 24 de janeiro de 1982   |                   |
| 3247 Di Martino       | 30 de dezembro de 1981  |                   |
| 3248 Farinella        | 21 de março de 1982     |                   |
| 3253 Gradie           | 28 de abril de 1982     |                   |
| 3254 Bus              | 17 de outubro de 1982   |                   |
| 3255 Tholen           | 2 de setembro de 1980   |                   |
| 3267 Glo              | 3 de janeiro de 1981    |                   |
| 3275 Oberndorfer      | 25 de abril de 1982     |                   |
| 3277 Aaronson         | 8 de janeiro de 1984    |                   |
| 3314 Beals            | 30 de março de 1981     |                   |
| 3315 Chant            | 8 de fevereiro de 1984  |                   |
| 3316 Herzberg         | 6 de fevereiro de 1984  |                   |
| 3327 Campins          | 14 de agosto de 1985    |                   |
| 3341 Hartmann         | 17 de julho de 1980     |                   |
| 3350 Scobee           | 8 de agosto de 1980     |                   |
| 3351 Smith            | 7 de setembro de 1980   |                   |
| 3353 Jarvis           | 20 de dezembro de 1981  |                   |
| 3354 McNair           | 8 de fevereiro de 1984  |                   |
| 3355 Onizuka          | 8 de fevereiro de 1984  |                   |
| 3356 Resnik           | 6 de março de 1984      |                   |
| 3368 Duncombe         | 22 de agosto de 1985    |                   |
| 3387 Greenberg        | 20 de novembro de 1981  |                   |
| 3402 Wisdom           | 5 de agosto de 1981     |                   |
| 3414 Champollion      | 19 de fevereiro de 1983 |                   |
| 3420 Standish         | 1 de março de 1984      |                   |
| 3439 Lebofsky         | 4 de setembro de 1983   |                   |
| 3452 Hawke            | 17 de julho de 1980     |                   |
| 3454 Lieske           | 24 de novembro de 1981  |                   |
| 3455 Kristensen       | 20 de agosto de 1985    |                   |
| 3464 Owensby          | 16 de janeiro de 1983   |                   |
| 3478 Fanale           | 14 de dezembro de 1979  |                   |
| 3480 Abante           | 1 de abril de 1981      |                   |
| 3485 Barucci          | 11 de julho de 1983     |                   |
| 3486 Fulchignoni      | 5 de fevereiro de 1984  |                   |
| 3488 Brahic           | 8 de agosto de 1980     |                   |
| 3506 French           | 6 de fevereiro de 1984  |                   |
| 3507 Vilas            | 21 de outubro de 1982   |                   |
| 3510 Veeder           | 13 de outubro de 1982   |                   |
| 3526 Jeffbell         | 5 de fevereiro de 1984  |                   |
| 3527 McCord           | 15 de abril de 1985     |                   |
| 3531 Cruikshank       | 30 de março de 1981     |                   |
| 3537 Jurgen           | 15 de novembro de 1982  |                   |
| 3545 Gaffey           | 20 de novembro de 1981  |                   |
| 3549 Hapke            | 30 de dezembro de 1981  |                   |
| 3559 Violaumayer      | 8 de agosto de 1980     |                   |
| 3564 Talthybius       | 15 de outubro de 1985   |                   |
| 3574 Rudaux           | 13 de outubro de 1982   |                   |
| 3590 Holst            | 5 de fevereiro de 1984  |                   |
| 3594 Scotti           | 11 de fevereiro de 1983 |                   |
| 3595 Gallagher        | 15 de outubro de 1985   |                   |
| 3612 Peale            | 13 de outubro de 1982   |                   |
| 3615 Safronov         | 29 de novembro de 1983  |                   |
| 3638 Davis            | 20 de novembro de 1984  |                   |
| 3639 Weidenschilling  | 15 de outubro de 1985   |                   |
| 3647 Dermott          | 11 de janeiro de 1986   |                   |
| 3658 Feldman          | 13 de outubro de 1982   |                   |
| 3663 Tisserand        | 15 de abril de 1985     |                   |
| 3667 Anne-Marie       | 9 de março de 1981      |                   |
| 3670 Northcott        | 22 de janeiro de 1983   |                   |
| 3672 Stevedberg       | 22 de agosto de 1985    |                   |
| 3673 Levy             | 22 de agosto de 1985    |                   |
| 3676 Hahn             | 3 de abril de 1984      |                   |
| 3677 Magnusson        | 31 de agosto de 1984    |                   |
| 3688 Navajo           | 30 de março de 1981     |                   |
| 3690 Larson           | 3 de agosto de 1981     |                   |
| 3692 Rickman          | 25 de abril de 1982     |                   |
| 3693 Barringer        | 15 de setembro de 1982  |                   |
| 3696 Herald           | 17 de julho de 1980     |                   |
| 3697 Guyhurst         | 6 de março de 1984      |                   |
| 3698 Manning          | 29 de outubro de 1984   |                   |
| 3699 Milbourn         | 29 de outubro de 1984   |                   |
| 3713 Pieters          | 22 de março de 1985     |                   |
| 3714 Kenrussell       | 12 de outubro de 1983   |                   |
| 3721 Widorn           | 13 de outubro de 1982   |                   |
| 3726 Johnadams        | 4 de junho de 1981      |                   |
| 3736 Rokoske          | 26 de setembro de 1987  |                   |
| 3748 Tatum            | 3 de maio de 1981       |                   |
| 3749 Balam            | 24 de janeiro de 1982   |                   |
| 3751 Kiang            | 10 de julho de 1983     |                   |
| 3758 Karttunen        | 28 de novembro de 1983  |                   |
| 3759 Piironen         | 8 de janeiro de 1984    |                   |
| 3760 Poutanen         | 8 de janeiro de 1984    |                   |
| 3766 Junepatterson    | 16 de janeiro de 1983   |                   |
| 3780 Maury            | 14 de setembro de 1985  |                   |
| 3783 Morris           | 7 de outubro de 1986    |                   |
| 3831 Pettengill       | 7 de outubro de 1986    |                   |
| 3832 Shapiro          | 30 de agosto de 1981    |                   |
| 3842 Harlansmith      | 21 de março de 1985     |                   |
| 3849 Incidentia       | 31 de março de 1984     |                   |
| 3850 Peltier          | 7 de outubro de 1986    |                   |
| 3853 Haas             | 24 de novembro de 1981  |                   |
| 3857 Cellino          | 8 de fevereiro de 1984  |                   |
| 3859 Borngen          | 4 de março de 1987      |                   |
| 3869 Norton           | 3 de maio de 1981       |                   |
| 3874 Stuart           | 4 de outubro de 1986    |                   |
| 3900 Knezevic         | 14 de setembro de 1985  |                   |
| 3924 Birch            | 11 de fevereiro de 1977 | com Charles Kowal |
| 3931 Batten           | 1 de março de 1984      |                   |
| 3944 Halliday         | 24 de novembro de 1981  |                   |
| 3947 Swedenborg       | 1 de dezembro de 1983   |                   |
| 3953 Perth            | 6 de novembro de 1986   |                   |
| 3974 Verveer          | 28 de março de 1982     |                   |
| 3987 Wujek            | 5 de março de 1986      |                   |
| 3991 Basilevsky       | 26 de setembro de 1987  |                   |
| 4021 Dancey           | 30 de agosto de 1981    |                   |
| 4024 Ronan            | 24 de novembro de 1981  |                   |
| 4025 Ridley           | 24 de novembro de 1981  |                   |
| 4026 Beet             | 30 de janeiro de 1982   |                   |
| 4027 Mitton           | 21 de fevereiro de 1982 |                   |
| 4040 Purcell          | 21 de setembro de 1987  |                   |
| 4056 Timwarner        | 22 de março de 1985     |                   |
| 4057 Demophon         | 15 de outubro de 1985   |                   |
| 4058 Cecilgreen       | 4 de maio de 1986       |                   |
| 4079 Britten          | 15 de fevereiro de 1983 |                   |
| 4081 Tippett          | 14 de setembro de 1983  |                   |
| 4084 Hollis           | 14 de abril de 1985     |                   |
| 4087 Part             | 5 de março de 1986      |                   |
| 4091 Lowe             | 7 de outubro de 1986    |                   |
| 4110 Keats            | 13 de fevereiro de 1977 |                   |
| 4113 Rascana          | 18 de janeiro de 1982   |                   |
| 4119 Miles            | 16 de janeiro de 1983   |                   |
| 4148 McCartney        | 11 de julho de 1983     |                   |
| 4152 Weber            | 15 de maio de 1985      |                   |
| 4175 Billbaum         | 15 de abril de 1985     |                   |
| 4177 Kohman           | 21 de setembro de 1987  |                   |
| 4194 Sweitzer         | 15 de setembro de 1982  |                   |
| 4205 David Hughes     | 18 de dezembro de 1985  |                   |
| 4207 Chernova         | 5 de setembro de 1986   |                   |
| 4208 Kiselev          | 6 de setembro de 1986   |                   |
| 4239 Goodman          | 17 de julho de 1980     |                   |
| 4247 Grahamsmith      | 28 de novembro de 1983  |                   |
| 4276 Clifford         | 2 de dezembro de 1981   |                   |
| 4278 Harvey           | 22 de setembro de 1982  |                   |
| 4281 Pounds           | 15 de outubro de 1985   |                   |
| 4325 Guest            | 18 de abril de 1982     |                   |
| 4326 McNally          | 28 de abril de 1982     |                   |
| 4333 Sinton           | 4 de setembro de 1983   |                   |
| 4337 Arecibo          | 14 de abril de 1985     |                   |
| 4338 Velez            | 14 de agosto de 1985    |                   |
| 4370 Dickens          | 22 de setembro de 1982  |                   |
| 4373 Crespo           | 14 de agosto de 1985    |                   |
| 4396 Gressmann        | 3 de maio de 1981       |                   |
| 4433 Goldstone        | 30 de agosto de 1981    |                   |
| 4438 Sykes            | 29 de novembro de 1983  |                   |
| 4446 Carolyn          | 15 de outubro de 1985   |                   |
| 4447 Kirov            | 7 de novembro de 1985   |                   |
| 4476 Bernstein        | 19 de fevereiro de 1983 |                   |
| 4481 Herbelin         | 14 de setembro de 1985  |                   |
| 4489 1988 AK          | 15 de janeiro de 1988   |                   |
| 4522 Britastra        | 22 de janeiro de 1980   |                   |
| 4527 Schoenberg       | 24 de julho de 1982     |                   |
| 4528 Berg             | 13 de agosto de 1983    |                   |
| 4529 Webern           | 1 de março de 1984      |                   |
| 4530 Smoluchowski     | 1 de março de 1984      |                   |
| 4532 Copland          | 15 de abril de 1985     |                   |
| 4551 Cochran          | 28 de junho de 1979     |                   |
| 4553 Doncampbell      | 15 de setembro de 1982  |                   |
| 4563 Kahnia           | 17 de julho de 1980     |                   |
| 4570 Runcorn          | 14 de agosto de 1985    |                   |
| 4598 Coradini         | 15 de agosto de 1985    |                   |
| 4664 Hanner           | 14 de agosto de 1985    |                   |
| 4665 Muinonen         | 15 de outubro de 1985   |                   |
| 4689 Donn             | 30 de dezembro de 1980  |                   |
| 4693 Drummond         | 28 de novembro de 1983  |                   |
| 4694 Festou           | 14 de agosto de 1985    |                   |
| 4696 Arpigny          | 15 de outubro de 1985   |                   |
| 4700 Carusi           | 6 de novembro de 1986   |                   |
| 4701 Milani           | 6 de novembro de 1986   |                   |
| 4732 Froeschle        | 3 de maio de 1981       |                   |
| 4735 Gary             | 9 de janeiro de 1983    |                   |
| 4739 Tomahrens        | 15 de outubro de 1985   |                   |
| 4763 Ride             | 22 de janeiro de 1983   |                   |
| 4764 Joneberhart      | 11 de fevereiro de 1983 |                   |
| 4779 Whitley          | 6 de dezembro de 1978   | com A. Warnock    |
| 4788 Simpson          | 4 de outubro de 1986    |                   |
| 4816 Connelly         | 3 de agosto de 1981     |                   |
| 4818 Elgar            | 1 de março de 1984      |                   |
| 4822 Karge            | 4 de outubro de 1986    |                   |
| 4859 Fraknoi          | 7 de outubro de 1986    |                   |
| 4860 Gubbio           | 3 de março de 1987      |                   |
| 4934 Rhoneranger      | 15 de maio de 1985      |                   |
| 5001 EMP              | 19 de setembro de 1987  |                   |
| 5048 Moriarty         | 1 de abril de 1981      |                   |
| 5049 Sherlock         | 2 de novembro de 1981   |                   |
| 5050 Doctorwatson     | 14 de setembro de 1983  |                   |
| 5053 Chladni          | 22 de março de 1985     |                   |
| 5054 Keil             | 12 de janeiro de 1986   |                   |
| 5092 Manara           | 21 de março de 1982     |                   |
| 5095 Escalante        | 10 de julho de 1983     |                   |
| 5097 Axford           | 12 de outubro de 1983   |                   |
| 5100 Pasachoff        | 15 de abril de 1985     |                   |
| 5105 Westerhout       | 4 de outubro de 1986    |                   |
| 5110 Belgirate        | 19 de setembro de 1987  |                   |
| 5111 Jacliff          | 29 de setembro de 1987  |                   |
| 5162 Piemonte         | 18 de janeiro de 1982   |                   |
| 5166 Olson            | 22 de março de 1985     |                   |
| 5169 Duffell          | 6 de setembro de 1986   |                   |
| 5170 Sissons          | 3 de março de 1987      |                   |
| 5200 Pamal            | 11 de fevereiro de 1983 |                   |
| 5201 Ferraz-Mello     | 1 de dezembro de 1983   |                   |
| 5225 Loral            | 12 de outubro de 1983   |                   |
| 5226 Pollack          | 28 de novembro de 1983  |                   |
| 5246 Migliorini       | 26 de julho de 1979     |                   |
| 5272 Dickinson        | 30 de agosto de 1981    |                   |
| 5274 Degewij          | 14 de setembro de 1985  |                   |
| 5307 Paul-Andre       | 30 de dezembro de 1980  |                   |
| 5367 Sollenberger     | 13 de outubro de 1982   |                   |
| 5393 Goldstein        | 5 de março de 1986      |                   |
| 5394 Jurgens          | 6 de março de 1986      |                   |
| 5424 Covington        | 12 de outubro de 1983   |                   |
| 5463 Danwelcher       | 15 de outubro de 1985   |                   |
| 5464 Weller           | 7 de novembro de 1985   |                   |
| 5500 Twilley          | 24 de novembro de 1981  |                   |
| 5502 Brashear         | 1 de março de 1984      |                   |
| 5504 Lanzerotti       | 22 de março de 1985     |                   |
| 5553 Chodas           | 6 de fevereiro de 1984  |                   |
| 5554 Keesey           | 15 de outubro de 1985   |                   |
| 5555 Wimberly         | 5 de novembro de 1986   |                   |
| 5636 Jacobson         | 22 de agosto de 1985    |                   |
| 5672 Libby            | 6 de março de 1986      |                   |
| 5673 McAllister       | 6 de setembro de 1986   |                   |
| 5674 Wolff            | 6 de setembro de 1986   |                   |
| 5677 Aberdonia        | 21 de setembro de 1987  |                   |
| 5715 Kramer           | 22 de setembro de 1982  |                   |
| 5716 Pickard          | 17 de outubro de 1982   |                   |
| 5723 Hudson           | 6 de setembro de 1986   |                   |
| 5767 Moldun           | 6 de setembro de 1986   |                   |
| 5768 Pittich          | 4 de outubro de 1986    |                   |
| 5771 Somerville       | 21 de setembro de 1987  |                   |
| 5805 Glasgow          | 18 de dezembro de 1985  |                   |
| 5806 Archieroy        | 11 de janeiro de 1986   |                   |
| 5861 Glynjones        | 15 de setembro de 1982  |                   |
| 5943 Lovi             | 1 de março de 1984      |                   |
| 5948 Longo            | 15 de maio de 1985      |                   |
| 5951 Alicemonet       | 7 de outubro de 1986    |                   |
| 5952 Davemonet        | 4 de março de 1987      |                   |
| 5995 Saint-Aignan     | 20 de fevereiro de 1982 |                   |
| 5996 Julioangel       | 11 de julho de 1983     |                   |
| 6066 Hendricks        | 26 de setembro de 1987  |                   |
| 6116 Still            | 26 de outubro de 1984   |                   |
| 6122 Henrard          | 21 de setembro de 1987  |                   |
| 6151 Viget            | 19 de novembro de 1987  |                   |
| 6170 Levasseur        | 5 de abril de 1981      |                   |
| 6182 Katygord         | 21 de setembro de 1987  |                   |
| 6205 Menottigalli     | 17 de julho de 1983     |                   |
| 6206 Corradolamberti  | 15 de outubro de 1985   |                   |
| 6280 Sicardy          | 2 de setembro de 1980   |                   |
| 6287 Lenham           | 8 de janeiro de 1984    |                   |
| 6291 Renzetti         | 15 de outubro de 1985   |                   |
| 6363 Doggett          | 6 de fevereiro de 1981  |                   |
| 6371 Heinlein         | 15 de abril de 1985     |                   |
| 6373 Stern            | 5 de março de 1986      |                   |
| 6434 Jewitt           | 26 de julho de 1981     |                   |
| 6472 Rosema           | 15 de outubro de 1985   |                   |
| 6473 Winkler          | 9 de abril de 1986      |                   |
| 6474 Choate           | 21 de setembro de 1987  |                   |
| 6512 de Bergh         | 21 de setembro de 1987  |                   |
| 6582 Flagsymphony     | 5 de novembro de 1981   |                   |
| 6584 Ludekpesek       | 31 de março de 1984     |                   |
| 6590 Barolo           | 15 de outubro de 1985   |                   |
| 6628 Dondelia         | 24 de novembro de 1981  |                   |
| 6629 Kurtz            | 17 de outubro de 1982   |                   |
| 6630 Skepticus        | 15 de novembro de 1982  |                   |
| 6632 Scoon            | 29 de outubro de 1984   |                   |
| 6698 Malhotra         | 21 de setembro de 1987  |                   |
| 6770 Fugate           | 22 de agosto de 1985    |                   |
| 6952 Niccolo          | 4 de maio de 1986       |                   |
| 7011 Worley           | 21 de setembro de 1987  |                   |
| 7077 Shermanschultz   | 15 de novembro de 1982  |                   |
| 7116 Mentall          | 2 de dezembro de 1986   |                   |
| 7162 Sidwell          | 15 de novembro de 1982  |                   |
| 7164 Babadzhanov      | 6 de março de 1984      |                   |
| 7165 Pendleton        | 14 de setembro de 1985  |                   |
| 7166 Kennedy          | 15 de outubro de 1985   |                   |
| 7169 Linda            | 4 de outubro de 1986    |                   |
| 7220 Philnicholson    | 30 de agosto de 1981    |                   |
| 7225 Huntress         | 22 de janeiro de 1983   |                   |
| 7228 MacGillivray     | 15 de abril de 1985     |                   |
| 7230 Lutz             | 12 de setembro de 1985  |                   |
| 7231 Porco            | 15 de outubro de 1985   |                   |
| 7270 Punkin           | 7 de julho de 1978      |                   |
| 7277 Klass            | 4 de setembro de 1983   |                   |
| 7279 Hagfors          | 7 de novembro de 1985   |                   |
| 7327 Crawford         | 6 de setembro de 1983   |                   |
| 7329 Bettadotto       | 14 de abril de 1985     |                   |
| 7330 Annelemaitre     | 15 de outubro de 1985   |                   |
| 7331 Balindblad       | 15 de outubro de 1985   |                   |
| 7333 Bec-Borsenberger | 29 de setembro de 1987  |                   |
| 7387 Malbil           | 30 de janeiro de 1982   |                   |
| 7389 Michelcombes     | 17 de outubro de 1982   |                   |
| 7392 Kowalski         | 6 de março de 1984      |                   |
| 7456 Doressoundiram   | 17 de julho de 1982     |                   |
| 7462 Grenoble         | 20 de novembro de 1984  |                   |
| 7512 Monicalazzarin   | 15 de fevereiro de 1983 |                   |
| 7553 Buie             | 30 de março de 1981     |                   |
| 7554 Johnspencer      | 5 de abril de 1981      |                   |
| 7561 Patrickmichel    | 7 de outubro de 1986    |                   |
| 7631 Vokrouhlicky     | 20 de novembro de 1981  |                   |
| 7636 Comba            | 5 de fevereiro de 1984  |                   |
| 7638 Gladman          | 26 de outubro de 1984   |                   |
| 7640 Marzari          | 14 de agosto de 1985    |                   |
| 7728 Giblin           | 12 de janeiro de 1977   |                   |
| 7737 Sirrah           | 5 de novembro de 1981   |                   |
| 7740 Petit            | 6 de setembro de 1983   |                   |
| 7747 Michalowski      | 19 de setembro de 1987  |                   |
| 7789 Kwiatkowski      | 2 de dezembro de 1994   |                   |
| 7812 Billward         | 26 de outubro de 1984   |                   |
| 7860 Zahnle           | 6 de agosto de 1980     |                   |
| 7866 Sicoli           | 13 de outubro de 1982   |                   |
| 7868 Barker           | 26 de outubro de 1984   |                   |
| 7911 Carlpilcher      | 8 de setembro de 1977   |                   |
| 7921 Huebner          | 15 de setembro de 1982  |                   |
| 7923 Chyba            | 28 de novembro de 1983  |                   |
| 7925 Shelus           | 6 de setembro de 1986   |                   |
| 7994 Bethellen        | 15 de fevereiro de 1983 |                   |
| 7998 Gonczi           | 15 de maio de 1985      |                   |
| 7999 Nesvorny         | 11 de setembro de 1986  |                   |
| 8067 Helfenstein      | 7 de setembro de 1980   |                   |
| 8071 Simonelli        | 5 de abril de 1981      |                   |
| 8073 Johnharmon       | 24 de janeiro de 1982   |                   |
| 8074 Slade            | 20 de novembro de 1984  |                   |
| 8075 Roero            | 14 de agosto de 1985    |                   |
| 8077 Hoyle            | 12 de janeiro de 1986   |                   |
| 8078 Carolejordan     | 6 de setembro de 1986   |                   |
| 8079 Bernardlovell    | 4 de dezembro de 1986   |                   |
| 8086 Peterthomas      | 1 de setembro de 1989   |                   |
| 8146 Jimbell          | 28 de novembro de 1983  |                   |
| 8250 Cornell          | 2 de setembro de 1980   |                   |
| 8257 Andycheng        | 28 de abril de 1982     |                   |
| 8262 Carcich          | 14 de setembro de 1985  |                   |
| 8323 Krimigis         | 17 de outubro de 1979   |                   |
| 8340 Mumma            | 15 de outubro de 1985   |                   |
| 8474 Rettig           | 15 de abril de 1985     |                   |
| 8634 Neubauer         | 5 de abril de 1981      |                   |
| 8640 Ritaschulz       | 6 de novembro de 1986   |                   |
| 8809 Roversimonaco    | 24 de novembro de 1981  |                   |
| 8813 Leviathan        | 29 de novembro de 1983  |                   |
| 8814 Rosseven         | 1 de dezembro de 1983   |                   |
| 8875 Fernie           | 22 de outubro de 1992   |                   |
| 9000 Hal              | 3 de maio de 1981       |                   |
| 9001 Slettebak        | 30 de agosto de 1981    |                   |
| 9012 Benner           | 26 de outubro de 1984   |                   |
| 9013 Sansaturio       | 14 de agosto de 1985    |                   |
| 9159 McDonnell        | 26 de outubro de 1984   |                   |
| 9164 Colbert          | 19 de setembro de 1987  |                   |
| 9295 Donaldyoung      | 2 de setembro de 1983   |                   |
| 9298 Geake            | 15 de maio de 1985      |                   |
| 9300 Johannes         | 14 de agosto de 1985    |                   |
| 9305 Hazard           | 7 de outubro de 1986    |                   |
| 9308 Randyrose        | 21 de setembro de 1987  |                   |
| 9531 Jean-Luc         | 30 de agosto de 1981    |                   |
| 9537 Nolan            | 18 de janeiro de 1982   |                   |
| 9541 Magri            | 11 de fevereiro de 1983 |                   |
| 9542 Eryan            | 12 de outubro de 1983   |                   |
| 9544 Scottbirney      | 1 de março de 1984      |                   |
| 9550 Victorblanco     | 15 de outubro de 1985   |                   |
| 9560 Anguita          | 3 de março de 1987      |                   |
| 9563 Kitty            | 21 de setembro de 1987  |                   |
| 9721 Doty             | 14 de abril de 1980     |                   |
| 9836 Aarseth          | 15 de outubro de 1985   |                   |
| 9930 Billburrows      | 5 de fevereiro de 1984  |                   |
| 9934 Caccioppoli      | 20 de outubro de 1985   |                   |
| 10027 Perozzi         | 30 de março de 1981     |                   |
| 10029 Hiramperkins    | 30 de agosto de 1981    |                   |
| 10030 Philkeenan      | 30 de agosto de 1981    |                   |
| 10034 Birlan          | 30 de dezembro de 1981  |                   |
| 10036 McGaha          | 24 de julho de 1982     |                   |
| 10042 Budstewart      | 14 de agosto de 1985    |                   |
| 10043 Janegann        | 14 de agosto de 1985    |                   |
| 10288 Saville         | 28 de novembro de 1983  |                   |
| (10461) 1978 XU       | 6 de dezembro de 1978   | com A. Warnock    |
| 10478 Alsabti         | 24 de novembro de 1981  |                   |
| 10482 Dangrieser      | 14 de setembro de 1983  |                   |
| 10483 Tomburns        | 4 de setembro de 1983   |                   |
| (10484) 1983 WM       | 28 de novembro de 1983  |                   |
| (10489) 1985 TJ1      | 15 de outubro de 1985   |                   |
| 10498 Bobgent         | 11 de setembro de 1986  |                   |
| (10685) 1980 VO       | 9 de novembro de 1980   |                   |
| (10702) 1981 QD       | 30 de agosto de 1981    |                   |
| (10709) 1982 BE1      | 24 de janeiro de 1982   |                   |
| (10716) 1983 WQ       | 29 de novembro de 1983  |                   |
| (10717) 1983 XC       | 1 de dezembro de 1983   |                   |
| (10719) 1985 TW       | 15 de outubro de 1985   |                   |
| (10724) 1986 VR5      | 5 de novembro de 1986   |                   |
| (10730) 1987 SU       | 19 de setembro de 1987  |                   |
| 11017 Billputnam      | 16 de janeiro de 1983   |                   |
| 11021 Fodera          | 12 de janeiro de 1986   |                   |
| 11022 Serio           | 5 de março de 1986      |                   |
| (11261) 1978 XK       | 6 de dezembro de 1978   | com A. Warnock    |
| (11263) 1979 OA       | 23 de julho de 1979     |                   |
| (11443) 1977 CP       | 11 de fevereiro de 1977 |                   |
| 11473 Barbaresco      | 22 de setembro de 1982  |                   |
| 11481 Znannya         | 22 de novembro de 1987  |                   |
| (12218) 1982 RK       | 15 de setembro de 1982  |                   |
| 12225 Yanfernandez    | 14 de agosto de 1985    |                   |
| 12226 Caseylisse      | 15 de outubro de 1985   |                   |
| (12234) 1986 RP2      | 6 de setembro de 1986   |                   |
| (12666) 1978 XW       | 6 de dezembro de 1978   | com A. Warnock    |
| (12999) 1981 QJ2      | 30 de agosto de 1981    |                   |
| (13003) 1982 FN       | 21 de março de 1982     |                   |
| (13004) 1982 RR       | 15 de setembro de 1982  |                   |
| (13490) 1984 BZ6      | 26 de janeiro de 1984   |                   |
| (13493) 1985 PT       | 14 de agosto de 1985    |                   |
| (13494) 1985 RT       | 14 de setembro de 1985  |                   |
| (13497) 1986 EK1      | 5 de março de 1986      |                   |
| 13917 Correggia       | 6 de março de 1984      |                   |
| (13920) 1985 PE1      | 15 de agosto de 1985    |                   |
| (13921) 1985 RP       | 14 de setembro de 1985  |                   |
| (13926) 1986 XT       | 2 de dezembro de 1986   |                   |
| (13927) 1987 SV3      | 26 de setembro de 1987  |                   |
| (13928) 1987 UT       | 26 de outubro de 1987   |                   |
| (14328) 1980 VH       | 8 de novembro de 1980   |                   |
| (14345) 1985 PO       | 14 de agosto de 1985    |                   |
| (14351) 1986 RF3      | 6 de setembro de 1986   |                   |
| (14825) 1985 RQ       | 14 de setembro de 1985  |                   |
| (14833) 1987 SP1      | 21 de setembro de 1987  |                   |
| 15017 Cuppy           | 22 de setembro de 1998  |                   |
| (15224) 1985 JG       | 15 de maio de 1985      |                   |
| (15699) 1986 VM6      | 6 de novembro de 1986   |                   |
| (15703) 1987 SU1      | 21 de setembro de 1987  |                   |
| (16399) 1983 RF2      | 14 de setembro de 1983  |                   |
| (16402) 1984 UR       | 26 de outubro de 1984   |                   |
| (16406) 1985 PH       | 14 de agosto de 1985    |                   |
| (17402) 1985 UF       | 20 de outubro de 1985   |                   |
| (18335) 1987 SC1      | 19 de setembro de 1987  |                   |
| (19091) 1978 XX       | 6 de dezembro de 1978   | com A. Warnock    |
| (19122) 1985 VF1      | 7 de novembro de 1985   |                   |
| (19123) 1986 TP1      | 7 de outubro de 1986    |                   |
| (20994) 1985 TS       | 15 de outubro de 1985   |                   |
| (22275) 1982 BU       | 18 de janeiro de 1982   |                   |
| (22281) 1985 PC       | 14 de agosto de 1985    |                   |
| (23443) 1986 TG1      | 4 de outubro de 1986    |                   |
| (24618) 1978 XD1      | 6 de dezembro de 1978   | com A. Warnock    |
| (24645) 1985 PF       | 14 de agosto de 1985    |                   |
| (24646) 1985 PG       | 14 de agosto de 1985    |                   |
| (26080) 1980 EF       | 14 de março de 1980     |                   |
| (26811) 1985 QP       | 22 de agosto de 1985    |                   |
| (32769) 1984 AJ1      | 8 de janeiro de 1984    |                   |
| (35054) 1983 WK       | 28 de novembro de 1983  |                   |
| (39510) 1982 DU       | 21 de fevereiro de 1982 |                   |
| (39512) 1985 TA1      | 15 de outubro de 1985   |                   |
| (42480) 1985 RJ       | 14 de setembro de 1985  |                   |
| (58144) 1983 WU       | 29 de novembro de 1983  |                   |
| (58148) 1987 SH4      | 29 de setembro de 1987  |                   |
| (65659) 1983 XE       | 1 de dezembro de 1983   |                   |
| (69239) 1978 XT       | 6 de dezembro de 1978   | com A. Warnock    |
| (69260) 1982 TJ       | 13 de outubro de 1982   |                   |
| (73671) 1984 BH6      | 26 de janeiro de 1984   |                   |
| (90698) 1984 EA       | 1 de março de 1984      |                   |
| (96178) 1987 SA4      | 29 de setembro de 1987  |                   |